# Черепаха зірчаста бірманська
Черепаха зірчаста бірманська (Geochelone platynota) — вид черепах з роду Звичайні сухопутні черепахи родини Суходільні черепахи.

## Опис
Загальна довжина карапаксу досягає 26—28 см. Голова невелика, доволі широка, майже пласка. Карапакс овальний, має куполоподібну форму. На кінці хвоста присутня велика рогова лусочка.
Забарвлення карапаксу чорне або темно-коричневе з 6 або меншою кількістю жовтих променів, що розходяться з однієї точки на кожному щитку вгору й вниз. На крайових щитках помітні жовті промені, що утворюють літеру «V». Колір шкіри жовтий. Пластрон жовтий із затемненнями, створюючи подібність до променів.

## Спосіб життя
Полюбляє сухі тропічні ліси. Харчується лише рослинною їжею.
Самиці наприкінці лютого відкладають до 5 яєць розміром 55×40 мм.
Місцеве населення полює на цю черепаху за її смачне м'ясо.

## Розповсюдження
Мешкає у М'янмі.